# Вильгельм (маркграф Северной марки)
Вильгельм (нем. Wilhelm; погиб 10 сентября 1056, Вербен (ныне земли Саксония-Анхальт в Германии) — граф фон Хальденслебен с 1044 и маркграф Северной марки с 1051.

## Биография
Вильгельм был сыном маркграфа Северной марки Бернхарда II, умершего между 1044—1051 годами и, предположительно, неизвестной по имени дочери великого князя киевского Владимира Святославича.
Он погиб в битве между войсками лютичей и саксонцев под Прицлавой (в окрестностях современного города Вербен) 10 сентября 1056 года, в результате которой полабские славяне одержали одну из своих важнейших побед над силами Священной Римской империи.
После  гибели Вильгельма императрица Агнеса де Пуатье, вдова недавно умершего императора Генриха III, ставшая регентом при своём малолетнем сыне Генрихе IV, отдала Северную марку и некоторые владения дома Хальденслебен графу Штаде Лотарю Удо I. Это вызвало неудовольство Оттона, сводного брата Вильгельма. В результате разгорелся серьёзный конфликт, приведший к гибели самого Оттона, а также графа Брауншвейга Бруно II.